# Valhalla Páholy
A Valhalla Páholy egy a rendszerváltás után 1991-ben alapított magyar könyvkiadó. Alapítói Novák Csanád és Gáspár András és meghatározó szerepe volt a magyar fantasy és szerepjáték népszerűsítésben. Főbb profiljuk a sci-fi és fantasy könyvek magyar nyelvű kiadása, de később egyéb témákban is jelentek meg kiadványaik.
A kiadó működése során többször is nevet váltott. 1991-ben még Walhalla Páholy néven adtak ki öt könyvet. 1992-ben egy rövid ideig Pendragon kiadóként működtek, majd 1992 nyarától ismét Valhalla Páholyként jelentkeztek. 1993 nyarán a Valhalla Páholy adta ki az első jelentős és népszerű magyar fejlesztésű szerepjátékot, a M.A.G.U.S.-t. A kiadó 2001-ben szűnt meg.

## Walhalla Páholy kiadványok
Ezeknél a könyveknél kiadóként a Walhalla BT. van feltüntetve.
| Szerző(k)                          | Mű(vek) címe(i)      | Kiadás dátuma | Megjegyzés     |
| ---------------------------------- | -------------------- | ------------- | -------------- |
| Henry N. Beard & Douglas C. Kenney | Gyűrűkúra            | (1991)        | (F)            |
| Timothy Zahn                       | A birodalom örökösei | (1991)        | (SF) Star Wars |
| Wayne Chapman                      | Észak lángjai        | (1991)        | (F)            |
| Frank Herbert                      | Dűne messiása        | (1992)        | (SF) Dűne      |

## Pendragon kiadványok
| Szerző(k)          | Mű(vek) címe(i)               | Kiadás dátuma | Megjegyzés                                           |
| ------------------ | ----------------------------- | ------------- | ---------------------------------------------------- |
| Brian Daley        | Han Solo hadjárata            | (1992)        | (SF) Star Wars                                       |
| Brian Daley        | Han Solo bosszúja             | (1992)        | (SF) Star Wars                                       |
| Terry Pratchett    | A Mágia Színe                 | (1992)        | (F) Korongvilág                                      |
| Eric Van Lustbader | Alkonyharcos                  | (1993)        | (F)                                                  |
| Brian Daley        | Érzékeny búcsú a birodalomtól | (1993)        | (SF)                                                 |
| Brian Daley        | Han Solo legendája            | (1994)        | (SF) Star Wars Han Solo 1-3 Keményfedeles gyűjtemény |

## Valhalla Páholy kiadványok
| Szerző(k)                         | Mű(vek) címe(i)                                                        | Kiadás dátuma | Megjegyzés                                                             |
| --------------------------------- | ---------------------------------------------------------------------- | ------------- | ---------------------------------------------------------------------- |
| William Gibson                    | Neurománc                                                              | (1992)        | (SF)                                                                   |
| Brian Daley                       | Han Solo küldetése                                                     | (1992)        | (SF) Star Wars                                                         |
| Timothy Zahn                      | Sötét erők ébredése                                                    | (1992)        | (SF) Star Wars                                                         |
| Alan Dean Foster                  | Erőpróba                                                               | (1992)        | (SF) Star Wars                                                         |
| Dale Avery                        | Han Solo, a birodalmi ügynök                                           | (1992)        | (SF) nem hivatalos Star Wars regény, Írta: Nyulászi Zsolt              |
| Roger Zelazny                     | Amber hercegei                                                         | (1992)        | (SF)                                                                   |
|                                   | Analógia 1                                                             | (1992)        | (SF) antológia                                                         |
| Ed Fisher                         | Han Solo nomádjai                                                      | (1992)        | (SF) nem hivatalos Star Wars regény, Írta: Gáspár András               |
| Ian Watson                        | Inkvizítor                                                             | (1992)        | (SF)                                                                   |
| Hernádi Gyula                     | A halál halála                                                         | (1992)        | (New Age) két kiadás                                                   |
| Lawrence Sanders                  | A harmadik halálos bűn                                                 | (1992)        |                                                                        |
| Whitley Strieber                  | Pokoli Tűz                                                             | (1992)        | (Thriller)                                                             |
| Isaac Asimov és Robert Silverberg | Leszáll az éj                                                          | (1993)        | (SF)                                                                   |
| George Lucas                      | Csillagok háborúja                                                     | (1993)        | (SF) Star Wars Írta: Alan Dean Foster                                  |
| H. P. Lovecraft                   | Chtulhu hívása                                                         | (1993)        | (F)                                                                    |
| E. C. Tubb                        | Elszakadás                                                             | (1993)        | (SF) Alfa Holdbázis                                                    |
| Michael Moorcock                  | Melnibonéi Elric                                                       | (1993)        | (F)                                                                    |
| Damien Forrestal                  | A kelepce                                                              | (1993)        | (SF) Alien vs. Predator Írta: Gáspár András                            |
| Dale Avery                        | Han Solo és a fejvadászok                                              | (1993)        | (SF) nem hivatalos Star Wars regény, Írta: Nyulászi Zsolt              |
| Frank Herbert                     | Dűne gyermekei                                                         | (1993)        | (SF) Dűne-univerzum                                                    |
| Donald F. Glut                    | A Birodalom visszavág                                                  | (1993)        | (SF) Star Wars                                                         |
| Rob MacGregor                     | Indiana Jones és a delphi veszedelem                                   | (1993)        | (Kaland) Indiana Jones                                                 |
| Steve Perry                       | Alien 4 – Idegenek a földön                                            | (1993)        | (SF) Aliens                                                            |
| Dale Avery                        | Han Solo háborúja                                                      | (1993)        | (SF) nem hivatalos Star Wars regény, Írta: Nyulászi Zsolt              |
| Philip K. Dick                    | Szárnyas fejvadász – Álmodnak-e az androidok elektronikus bárányokról? | (1993)        | (SF)                                                                   |
| Isaac Asimov                      | Kalibán                                                                | (1993)        | (SF) írta: Roger MacBride Allen                                        |
| Timothy Zahn                      | Az utolsó parancs                                                      | (1993)        | (SF) Star Wars                                                         |
| Rob MacGregor                     | Indiana Jones és az óriások tánca                                      | (1993)        | (Kaland) Indiana Jones                                                 |
| Steve Perry                       | Alien 4 – Lidérces utazás                                              | (1993)        | (SF) Aliens                                                            |
| Frank Herbert                     | Védett nők (A fehér pestis)                                            | (1993)        | (SF)                                                                   |
| Alan Dean Foster                  | A dolog                                                                | (1993)        | (SF)                                                                   |
| Fritz Leiber                      | Kardok és ördöngősség                                                  | (1993)        | (F)                                                                    |
|                                   | Analógia 2                                                             | (1993)        | (SF) antológia                                                         |
| James Kahn                        | A Jedi visszatér                                                       | (1993)        | (SF) Star Wars                                                         |
| Isaac Asimov                      | Robotváros 1. kötet: Odisszeia                                         | (1993)        | (SF) Isaac Asimov robotvárosa sorozat , írta: Michael P. Kube-McDowell |
| Damien Forrestal                  | A túlélők                                                              | (1993)        | (SF) Alien vs. Predator Írta: Gáspár András                            |
| Dale Avery                        | Császári vér                                                           | (1993)        | (SF) Írta: Nyulászi Zsolt                                              |
| Steve Perry & Stephani Perry      | Alien 4 – Ripley háborúja                                              | (1993)        | (SF) Aliens                                                            |
| William Gibson                    | Számláló nullára                                                       | (1993)        | (SF)                                                                   |
| Brian Daley                       | A birodalmi flotta                                                     | (1993)        | (SF)                                                                   |
| Kyle Sternhagen                   | Hőhullám New Yorkban                                                   | (1993)        | (SF) Predator                                                          |
| Hernádi Gyula                     | A boldogság boldogsága                                                 | (1993)        | (New Age)                                                              |
| Audrey Dee Milland                | Scarlett örökében                                                      | (1993)        | (Classic)                                                              |
| Steve Perry                       | Férfi, aki sohasem hibáz                                               | (1994)        | (SF)                                                                   |
| Brian Daley                       | Csillagrombolók                                                        | (1994)        | (SF)                                                                   |
| Martin Clark                      | Excalibur                                                              | (1994)        | (F)                                                                    |
| David Bischoff                    | A királynő nevében                                                     | (1994)        | (SF) Aliens                                                            |
| Ian Watson                        | Űrgárdista                                                             | (1994)        | (SF)                                                                   |
| Isaac Asimov                      | Robotváros 2. kötet: Gyanusítás                                        | (1994)        | (SF) Isaac Asimov robotvárosa sorozat , írta: Mike McQuay              |
| Frank Herbert                     | Dűne Isten-császára                                                    | (1994)        | (SF) Dűne-univerzum                                                    |
| Frank Herbert                     | Dűne eretnekei                                                         | (1994)        | (SF) Dűne-univerzum                                                    |
| Poul Anderson                     | Időjárőr                                                               | (1994)        | (SF)                                                                   |
| Poul Anderson                     | Időjárőr 2                                                             | (1994)        | (SF)                                                                   |
| R. A. Salvatore                   | Otthon                                                                 | (1994)        | (F) Forgotten Realms                                                   |
| R. A. Salvatore                   | Száműzött                                                              | (1994)        | (F) Forgotten Realms                                                   |
| R. A. Salvatore                   | Menedék                                                                | (1994)        | (F) Forgotten Realms                                                   |
| Raoul Renier                      | Acél és Oroszlán                                                       | (1994)        | (F) M.A.G.U.S, irta:Kornya Zsolt                                       |
| Rob MacGregor                     | Indiana Jones és a Hét Fátyol                                          | (1994)        | (Kaland) Indiana Jones                                                 |
| George Philip (Fülöp György)      | Jégodisszeia                                                           | (1994)        | (SF)                                                                   |
| Frank Herbert                     | Dűne – Káptalanház                                                     | (1995)        | (SF) Dűne-univerzum                                                    |
| R. A. Salvatore                   | Kristályszilánk                                                        | ?(1995)       | (F) Forgotten Realms                                                   |
| R. A. Salvatore                   | Ezüst erek                                                             | (1995)        | (F) Forgotten Realms                                                   |
| R. A. Salvatore                   | A félszerzet ékköve                                                    | ?(1995)       | (F) Forgotten Realms                                                   |
| Larry Niven                       | Gyűrűvilág                                                             | (1995)        | (SF)                                                                   |
| Damien Forrestal                  | A pokol kapui                                                          | (1995)        | (SF) DOOM                                                              |
| Simon Hawke                       | Kitaszított                                                            | (1995)        | (F) Dark Sun                                                           |
| Simon Hawke                       | Fürkész                                                                | (1995)        | (F) Dark Sun                                                           |
| Simon Hawke                       | Nomád                                                                  | (1995)        | (F) Dark Sun                                                           |
| Josh Keegan                       | ANTHICO                                                                | (1995)        | (SF)                                                                   |
| Josh Keegan                       | ZAP CITY – Triumvirátus                                                | (1995)        | (SF)                                                                   |
| Lawrence Watt-Evans               | A baziliszkusz hatalma                                                 | (1995)        | (F)                                                                    |
| Keith Morland                     | Camelot 2020                                                           | (1995)        | (F)                                                                    |
| Brian Daley                       | Coramonde Harcosai                                                     | (1995)        | (F)                                                                    |
| Martin Caidin                     | Indiana Jones és az Égi Kalózok                                        | (1995)        | (Kaland) Indiana Jones                                                 |
| Rob MacGregor                     | Indiana Jones és az Özönvíz legendája                                  | (1995)        | (Kaland) Indiana Jones                                                 |
| Rob MacGregor                     | Indiana Jones és az Unikornis öröksége                                 | (1995)        | (Kaland) Indiana Jones                                                 |
| Rob MacGregor                     | Indiana Jones és a Belső Világ                                         | (1995)        | (Kaland) Indiana Jones                                                 |
| Richard Awlison                   | Árnyasvölgy                                                            | (1995)        | (F) Forgotten Realms                                                   |
| Richard Awlison                   | Tantras                                                                | (1995)        | (F) Forgotten Realms                                                   |
| Richard Awlison                   | Vízmélyvára                                                            | (1995)        | (F) Forgotten Realms                                                   |
| William Buxton                    | Ragnarok Harcosai – Az első jel: Baldur Vére                           | (1995)        | (F)                                                                    |
| Paul Briand                       | Fanfár a legyőzöttekért                                                | (1995)        | (F)                                                                    |
| Paul Briand                       | Fanfár a harcosokért                                                   | (1995)        | (F)                                                                    |
| Ed Fischer                        | Profundis                                                              | (1996)        | (F)                                                                    |
| Fritz Leiber                      | Kardok a Halál ellen                                                   | (1996)        | (F)                                                                    |
| Jan van den Boomen                | Jó széllel toroni partra                                               | (1996)        | (F) M.A.G.U.S, irta:Gáspár Péter                                       |
| Wayne Chapman                     | Karnevál I.                                                            | (1997)        | (F) M.A.G.U.S, irta:Gáspár András                                      |
| Wayne Chapman                     | Karnevál II.                                                           | (1997)        | (F) M.A.G.U.S, irta:Gáspár András                                      |
| Philip K. Dick                    | A kozmosz bábjai                                                       | (1998)        | (SF)                                                                   |
| Roland Morgan                     | Sárkányháború                                                          | (1998)        | (F) M.A.G.U.S, irta:Szebeni Vilmos                                     |
| David Drake                       | A Tőr                                                                  | ?(1999)       | (F) tolvajvilág                                                        |
| Raoul Renier                      | Pokol                                                                  | (1999)        | (F) M.A.G.U.S, irta:Kornya Zsolt                                       |
| Roland Morgan                     | Mágikus vihar                                                          | (1999)        | (F) M.A.G.U.S, irta: Szebeni Vilmos                                    |
| Margaret Weis – Tracy Hickman     | Tűztenger I.                                                           | (2000)        | (F) Tűztenger ,Fire Sea                                                |
| Margaret Weis – Tracy Hickman     | Tűztenger II.                                                          | (2000)        | (F) Tűztenger, Fire Sea                                                |
| Ray O'Sullivan                    | Sötét térítő                                                           | (2000)        | (F) M.A.G.U.S irta: Galántai János                                     |